# Marta Banfalvi
Marta Banfalvi (* vor 1982 in Ungarn) ist eine ungarische Opernsängerin (Sopran).

## Leben
Marta Banfalvi legte an der Handelsakademie ihre Matura ab und studierte an der Universität der Musik Budapest sowie an der Universität für Musik und darstellende Kunst Wien Gesang, Klassische Operette und Oper bei Esther Réthy. Sie schloss das Studium mit Auszeichnung ab. Sie nahm an Meisterkursen bei Mario del Monaco 1982 und bei Birgit Nilsson 1987 teil.
Sie ist Mitglied der Wiener Staatsoper und im Opernstudio der Wiener Staatsoper.
Seit 1981 singt sie an der Wiener Volksoper. Sie feierte ihr Debüt als Martha in „Tiefland“ mit sehr großem Erfolg und arbeitete mit Dirigenten wie Herbert von Karajan, Horst Stein, Hans Wallat und Leonard Bernstein usw. zusammen.
Es folgten zahlreiche Gastspiele und Konzerte, darunter auch viele Wohltätigkeitskonzerte in West-Deutschland, den Niederlanden, der Schweiz und den Vereinigten Staaten (z. B. in Atlanta in der Mozart Society Hall). Sie ist Jurymitglied in internationalen Gesangswettbewerben. In ihrer Freizeit unterstützt sie junge Talente.
Neben ihrer künstlerischen Tätigkeit beschäftigt sie sich mit Atemtechnik und Klangmeditation. Ausbildung hat sie bei Yoga-Lehrerin Elisabeth Haich und dem Yoga-Meister Selvaradja Yesudian. Auch in der Schweiz hat sie sich Wissen über „Silva Mind Control Methode“ angeeignet. Außerdem hat sie eine buddhistische geistige Ausbildung bei Rinpoche Gyese Lama Sherab Gyaltsen Amipa (der höchste tibetanische Lehrer beim Dalai Lama). Kurs bei Tom Kenyon (Hatoren Channeling).

## Repertoire
- Die Fledermaus – Rosalinde (Johann Strauss)
- Der Zigeunerbaron – Saffi (Johann Strauss)
- Der Zarewitsch – Sonja (Franz Lehár)
- Tiefland – Marta (Eugen d’Albert)
- Die Zauberflöte – 1.Dame (Wolfgang Amadeus Mozart)
- Hänsel und Gretel – Gertrud (Engelbert Humperdinck)
- Der Rosenkavalier – Leitmetzerin (Richard Strauss)
- Der Mantel – Giorgetta (Giacomo Puccini)
- Tosca – Tosca (Giacomo Puccini)
- Fidelio – Leonore (Beethoven)
- Götterdämmerung – 3. Norn (Wagner)
- Die Walküre – Helmwige (Wagner)
- Don Giovanni – Donna Anna (Wolfgang Amadeus Mozart)